# Albita
A albita (português brasileiro) ou albite (português europeu) é um mineral, pertencente à família dos feldspatos plagioclásicos. É o extremo sódico da série das plagioclases, não contendo mais de 10% de anortita. Quando pura tem composição química NaAlSi3O8. É um tectossilicato. Quase sempre exibe maclas, geralmente sob a forma de estrias na face do cristal. Ocorre frequentemente na forma de segregações paralelas finas alternando com microclina nas pertites como consequência de exsolução durante o arrefecimento. Ocorre em massas graníticas e pegmatitícas e por vezes em filões hidrotermais.
Descrita pela primeira vez em 1815 na Suécia. O seu nome deriva do latim albus, que quer dizer branco.
Há excelentes depósitos de albita na região do monte Branco, na Suíça, no Tirol austríaco e em todo o norte da Itália. Os belos cristais de origem brasileira ocorrem com maior incidência em algumas regiões do estado de minas gerais.
A indústria cerâmica faz amplo uso deste mineral para produzir artefatos refratários, dada a sua alta resistência ao calor.

## Ficha Técnica
| Classe: Silicatos                                                                                | Fluorescência: Ausente                                  |
| Grupo: Feldspatos                                                                                | Clivagem: Perfeita em {010}, boa em {010} e má em {110} |
| Subclasse: Tectossilicatos                                                                       | Dureza: 6 - 6,5 (escala de Mohs)                        |
| Fórmula Química: (Na 1-0,9, Ca 0-0,1) Al (Al 0-0,1, Si 1-0,9) Si2O8 silicato de alumínio e sódio | Densidade: 2,63                                         |
| Composição: 11.19% de Na2O, 1.07% de CaO, 20.35% de Al2O3, 67.39% de SiO2                        | Hábito: Tabular                                         |
| Propriedades Ópticas: Biaxial positivo                                                           | Índice de refração: 1.527 - 1.538                       |
| Brilho: Vítreo a nacarado                                                                        | Cristalografia: Tríclinico                              |
| Cor: Incolor, branco ou esverdeado                                                               | Classe: Pinacoidal                                      |

| Símbolo | Fonte                            | Referência |
| ------- | -------------------------------- | --- |
| Ab      | IMA–CNMNC                        | Warr, LN (2021). Símbolos minerais aprovados pelo IMA–CNMNC. Revista Mineralogia, 85(3), 291-320. doi:10.1180/mgm.2021.43 |
| Ab      | Kretz (1983)                     | Kretz, R. (1983) Símbolos de minerais formadores de rocha. Mineralogista americano, 68, 277-279. |
| Ab      | Siivolam & Schmid (2007)         | Siivolam, J. e Schmid, R. (2007) Recomendações da Subcomissão IUGS sobre a Sistemática de Rochas Metamórficas: Lista de abreviaturas minerais. Versão Web 01.02.07. Comissão IUGS sobre a Sistemática em Petrologia. download |
| Ab      | Whitney e Evans (2010)           | Whitney, DL e Evans, BW (2010) Abreviaturas para nomes de minerais formadores de rocha. Mineralogista Americano, 95, 185–187 doi:10.2138/am.2010.3371                                                                         |
| Ab      | O Mineralogista Canadense (2019) | O mineralogista canadense (2019) A lista do mineralogista canadense de símbolos para minerais formadores de rochas e minérios (30 de dezembro de 2019). download                                                              |
| Ab      | Guerra (2020)                    | Warr, LN (2020) Abreviaturas recomendadas para os nomes de minerais de argila e fases associadas. Clay Minerals, 55, 261-264 doi: 10.1180/clm.2020.30                                                                         |

Ponto de fusão: 1100 - 1120 ºC  ( 2010 - 2050 ºF)
Associação -  Pode estar associada a minerais alcalinos, quartzo, moscovite etc.
Propriedades Diagnósticas - Índice de refração menor que o do quartzo, biaxial (+) com 2V grande, birrefringência levemente superior à do quartzo, extinção entre 10°-22º, e associação mineralógica.
Estrutura - Anéis de (SI,Al)O4 unidos uns aos outros, essa organização tridimensional  pode ser considerada uma rede de anéis de quatro tetraédricos (SI,Al)O4 pois, formam laminas paralelas e cada lamina é constituída por anéis paralelos entre si. Esse esqueleto possui grandes interstícios  que são lacunas para átomos monovalentes e bivalentes.
Ocorrência - Mineral típico de rochas magmáticas alcalinas e ácidas (sienitos, fonólitos, tinguaitos, traquitos, granitos, riólitos, pegmatitos graníticos ou sieníticos etc. Ocorre também em veios hidrotermais e em rochas metamórficas de grau baixo, de temperaturas inferiores a 480 °C e normalmente superior a 350 °C.
Usos - Vidrado de louças e porcelanas, fabricação do vidro, fabricação de porcelanatos etc.
Referências:
NAVARRO, G. R. B. et al. Museu de Minerais, Minérios e Rochas Heinz Ebert. 2017. Disponível em: <https://museuhe.com.br/site/wp-content/uploads/2018/04/Museu-HE-TECTOSSILICATOS.pdf>. Acesso em: 28 mai. 2022.
Kirsh, Y., Shoval, S., Townsend, P. D., Kinetics and Emission Spectra of Thermoluminescence in the Feldspars Albite and Microcline, Phys. Stat. Sol.,
vol. 101, p.253-262,1987